# Baas-Becking-Hypothese
Die Baas-Becking-Hypothese (auch:Cosmopolitan-Hypothese) wurde 1934 von dem niederländischen Mikrobiologen Baas Becking (1895–1963) aufgestellt. Sie besagt das Mikroorganismen bei der Verbreitung nicht auf die Umgebung beschränkt sind, sondern sich prinzipiell global verteilen und lokale Unterschiede sind auf den lokalen Selektionsdruck zurückzuführen. Er kam zu diesem Schluss, nachdem er verschiedenste Proben aus aller Welt verglichen hatte und gilt damit als einer der Begründer der mikrobiellen Biogeographie.
Diese Hypothese blieb bis zum Aufkommen der Genanalyse bestehen. Durch die Genanalyse wurde erkannt, dass viele scheinbar gleichartige Mikroben doch unterschiedliche Arten sind. Das hat profunde Konsequenzen, so hielt man lang Zeit das mögliche Aussterben eher für ein theoretisches Problem, so zeigte sich nun das Mikroben, Pilze etc. genau so aussterben können, wie die großen Arten.

## Original Veröffentlichung
- „alles is overall: maar het milieu selecteert“ Baas Becking LGM. 1934. Geobiologie of inleiding tot de milieukunde. Den Haag [The Netherlands] : W.P. Van Stockum & Zoon N.V.